# João Pedro Rodrigues
João Pedro Rodrigues (Lisboa, 24 d'agost de 1966) és un director de cinema portuguès. Es considera que forma part de l'Escola de Reis.

## Carrera
Després d'haver estudiat a l'Escola de Teatre i Cinema de Portugal, Rodrigues va començar la seva carrera com a ajudant de direcció i muntatge en diversos llargmetratges, dirigits, per exemple, per Alberto Seixas Santos i Teresa Villaverde. El 1997, Rodrigues va dirigir la seva primera pel·lícula O Fantasma (2000). A part de la menor polèmica que va generar a Portugal, la pel·lícula es va projectar a Espanya, Itàlia, França, Brasil i els Estats Units amb resultats modestos. Odete (2005), el seu segon llargmetratge, va obtenir una relativa aclamació internacional i es va projectar al Festival de Cinema de Canes.
Els seus llargmetratges han estat produïts i estrenats per la productora Rosa Filmes.

## Vida personal
És obertament gai.

## Polèmica
La pel·lícula Morrer como um Homem, abans d'estrenar-se a Portugal, va ser objecte d'una mesura cautelar per part de Carlos Castro, que va afirmar que es tractava d'un plagi pel seu llibre "Ruth Bryden - Rainha da Noite", sobre l'artista trans portuguesa, en la història de la qual es basa el llibre de Castro. La pel·lícula, subvencionada pel Ministeri de Cultura i per un patrocini d'Eurimages de 240.000 €, narra la història de "Tónia", una persona trans en procés de qüestionar la seva identitat de gènere.

## Filmografia
- Fogo-fátuo (2022)[3]
- O Ornitólogo (2016)
- A Última Vez que Vi Macau (2012)
- Manhã de Santo António (2012) - curtmetratge
- Alvorada Vermelha (2011) - curtmetratge
- Morrer como um Homem (2009) - llargmetratge
- China China (2007) - curtmetratge[4]
- Odete (2005) – llargmetratge
- O Fantasma (2000) – llargmetratge
- Viagem à Expo (1998) – curtmetratge
- Esta É a Minha Casa (1997) – migmetratge
- Parabéns! (1997) – curtmetratge, 54a Mostra Internacional de Cinema de Veècia
- O Pastor (1988) – curtmetratge